# Mariä Himmelfahrt (Berlin-Kladow)

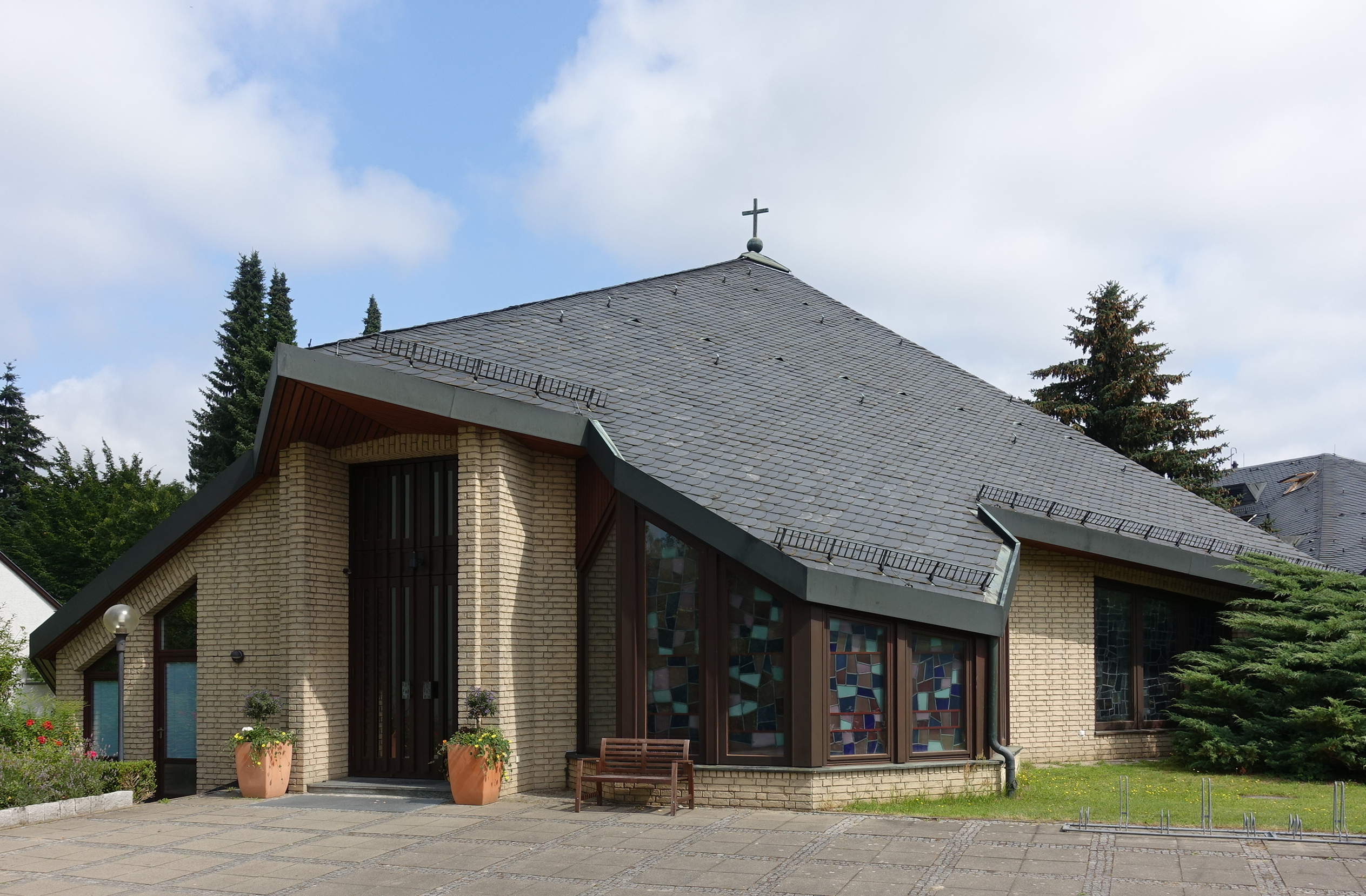
Mariä Himmelfahrt (2017)

Die katholische Kirche Mariä Himmelfahrt steht in der Sakrower Landstraße 60 & 62 in Berlin-Kladow. Sie wurde 1986/87 nach einem Entwurf von Jürgen Böker und Horst Milkowski errichtet und am 10. Mai 1987 von Kardinal Joachim Meisner geweiht. Sie trägt das Patrozinium Mariä Himmelfahrt und gehört zur Pfarrei St. Johannes der Täufer – Spandau-Südwest im Erzbistum Berlin.

## Geschichte
Die Katholiken, die in Gatow, Kladow, Groß-Glienicke und Sacrow wohnten, gehörten bis 1935 zur Pfarrei der Spandauer Marienkirche, später zu St. Wilhelm. 1941 wurde die Kuratie Gatow errichtet, die 1950 zur Pfarrei erhoben wurde. Sie war auch für die Katholiken in Kladow, Groß-Glienicke und Sacrow zuständig. Die Gottesdienste fanden in einer Kapelle im Hause des damaligen Prälaten statt. Die Bistumsleitung unter Bischof Wilhelm Weskamm entschied am 26. Juli 1952, Kladow, Groß-Glienicke und Sacrow von der Kirchengemeinde Gatow abzutrennen und mit Wirkung vom 1. August 1952 eine eigenständige Kuratie zu errichten. Diese wurde aber erst am 1. Februar 1989 zur Pfarrei erhoben. Auf einem gepachteten Grundstück wurde 1954 nach einem Entwurf des Architekten Osterholz eine ehemalige Baracke der Wehrmacht zur Kirche umgebaut. 1964 wurde auf einem kircheneigenen Grundstück in der Sakrower Landstraße 56 & 58 ein Gemeindezentrum gebaut. Die Gottesdienststätte verblieb jedoch am alten Ort. Später fanden die Gottesdienste dann in der Kapelle des Kinderheimes der Hedwigschwestern am Sakrower Kirchweg 21 statt. Mit dem Bau der Berliner Mauer konnten die Katholiken von Groß-Glienicke und Sacrow ihre Gottesdienststätte nicht mehr erreichen. Am 8. Juni 1985 begannen die Bauarbeiten für die neue Kirche, die Grundsteinlegung war am 7. September desselben Jahres, das Richtfest am 15. November. Mit dem Fall der Mauer konnten die Katholiken von Groß-Glienicke und Sacrow wieder ihre Kirche besuchen. 2002 fusionierten die Kirchengemeinden Kladow und Gatow. Die Kladower Kirche lag im Zentrum des vereinigten Gemeindegebietes. Insofern war es naheliegend, als finanzielle Gründe es erforderten, den Gatower Standort aufzugeben. Am 15. März 2005 entwidmete Kardinal Georg Sterzinsky die architektonisch bedeutende Kirche St. Raphael in Gatow. Im Juli desselben Jahres wurde der Kirchenbau abgerissen.
Seit 2018 bildete die Pfarrei mit den Nachbargemeinden St. Markus und St. Wilhelm den Pastoralen Raum Spandau-Süd, der am 1. Januar 2023 zur Pfarrei St. Johannes der Täufer – Spandau-Südwest fusionierte.

## Baubeschreibung
Das Gebäude folgt im Grundriss einem unregelmäßigen Sechseck. Das exzentrisch ausgerichtete Zeltdach wird durch Strebepfeiler aus Klinker abgestützt. Der Mauerwerksbau ist ebenfalls mit Klinkern im Märkischen Verband ausgeführt. An den Eingangsbereich sind die Sakristei und eine polygonale Taufkapelle angebaut. Vor der Kirche steht seit etwa 1960 eine Mariensäule aus Bronze, Maria macht eine segnende Geste.

## Ausstattung
Die Gelder für die Inneneinrichtung musste die Gemeinde selbst aufbringen. Einige Gegenstände stammen aus einer wegen eines Neubaus für die Senioren-Residenz der Jesuiten in Berlin-Kladow abgerissenen Kapelle. Die Kirchenbänke gruppieren sich strahlenförmig um den Altar. Der Altar und der Tabernakel, sie stammen von Paul Brandenburg, wurden aus der abgerissenen Kapelle übernommen. Derselbe Künstler schuf 1985 Ambo und Taufbecken. Die Madonnenstatue, ein Unikat aus Oberammergau, schenkte ein Gemeindemitglied. Das Altarbild, es stellt Christus Pantokrator dar, war bereits in der oben genannten Kapelle. Die Fenster der Taufkapelle wurden von Ludwig Peter Kowalski 1957 für die Kapelle des Wilhelm-Weskamm-Hauses geschaffen.

## Orgel
Die Sauer-Orgel Opus 2273 aus dem Jahr 2006 ist das Meisterstück eines Mitarbeiters der Orgelbauwerkstatt Sauer, der mit dieser Orgel den Titel eines Orgelbaumeisters erlangte. Intoniert wurde die Orgel jedoch vom damaligen Leiter der Orgelbaufirma.
Die Orgel besitzt 9 Register im Hauptwerk, 9 Register im Schwellwerk und 5 Register im Pedalwerk (1 klingendes Register und 4 Transmissionen), ferner mechanische Schleifladen, eine elektrische Ton- und Registertraktur und zahlreiche Koppeln.
Ihre Disposition lautet wie folgt:
| I Hauptwerk C–c4 |                  |      |
| 1.               | Principal        | 08′  |
| 2.               | Flute Harmonique | 08′  |
| 3.               | Viola di Gamba   | 08′  |
| 4.               | Octave           | 04′  |
| 5.               | Rohrflöte        | 04′  |
| 6.               | Octave           | 02′  |
| 7.               | Mixtur III       |      |
| 8.               | Cor anglais      | 016′ |
| 9.               | Trompete         | 08′  |

| II Schwellwerk C–c4 |                  |         |
| 10.                 | Lieblich Gedackt | 08′     |
| 11.                 | Aeoline          | 08′     |
| 12.                 | Voix celeste     | 08′     |
| 13.                 | Ital. Principal  | 04′     |
| 14.                 | Nasat            | 02 ⁄3′  |
| 15.                 | Spitzflöte       | 02′     |
| 16.                 | Terz             | 01 3⁄5′ |
| 17.                 | Oboe             | 08′     |
| 18.                 | Vox humana       | 08′     |
|                     | Tremulant        |         |

| Pedal C–f1  |         |                             |  |
| 19.         | Subbass | 016′                        |  |
| Bassflöte   | 08′     | Transmission von Reg. Nr. 2 |  |
| Choralbaß   | 04′     | Transm. von Reg. Nr. 4      |  |
| Cor anglais | 016′    | Transm. von Reg. Nr. 8      |  |
| Trompete    | 08′     | Transm. von Reg. Nr. 9      |  |

- Koppeln: II/I, I/P, II/P

Suboktavkoppeln: II/II, II/I
Superoktavkoppeln: I/I, II/II, II/I, II/P